# 명일여자고등학교
명일여자고등학교(明逸女子高等學校)는 대한민국 서울특별시 강동구 명일동에 있는 공립 고등학교이다.

## 학교 연혁
- 1984년 12월 17일 : 명일여자고등학교 설립 인가(30학급)
- 1985년 3월 7일 : 초대 김정애 교장 취임
- 1985년 5월 8일 : 개교식
- 1988년 2월 12일 : 제1회 졸업식 (10학급 586명)
- 2018년 11월 11일 : 2018년 개방형 선택 교육과정 선도학교 지정
- 2020년 3월 1일 : 제11대 이점순 교장 취임
- 2023년 2월 10일 : 제36회 졸업식(9학급 171명, 연 20,346명)
- 2023년 3월 2일 : 제39회 신입생 입학 및 입학식(10학급 226명)

## 갤러리

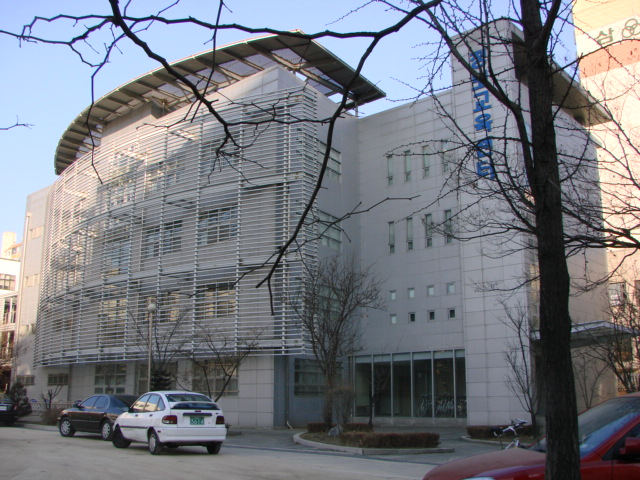
정보교육센터
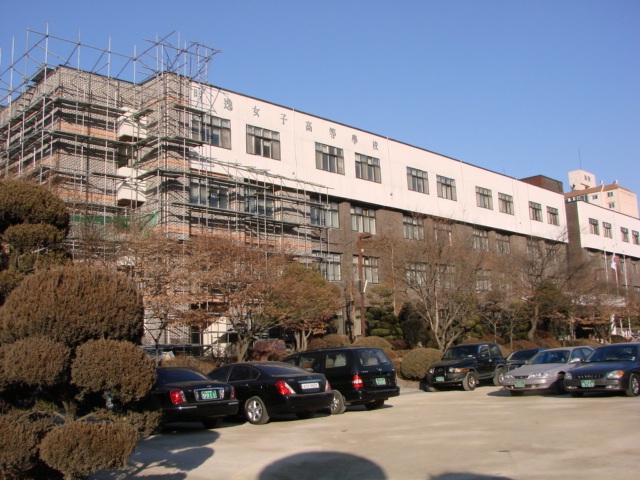
명일여고본관(리모델링공사당시사진)
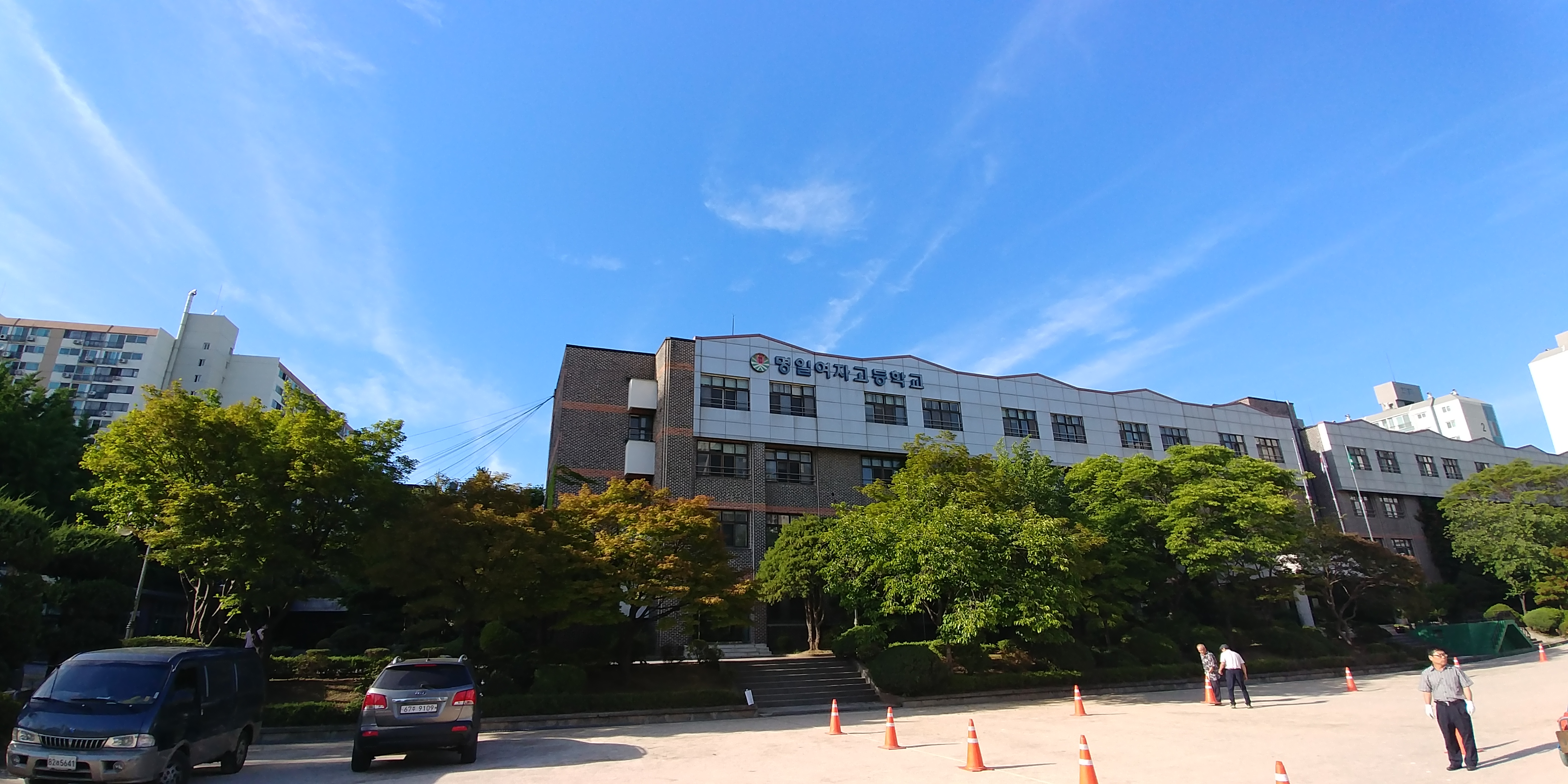
명일여고

## 참고 자료
- 명일여자고등학교 - 한국교육학술정보원 학교알리미